# Famille Falier
La famille Falier (parfois italianisé en  Faliero), est une famille patricienne de Venise, descendant des Saleni, la plus ancienne de la Cité des Doges, livrant les premiers consuls. Ces consuls vinrent de Padoue, mais les historiens situent l'origine des Falier à Fano (Italie), où ils portèrent le nom d'Ordelaffi. La famille donna trois doges de Venise.

Les armes des Falier se composent d'un écu coupé d'or et d'argent, le premier parti d'azur

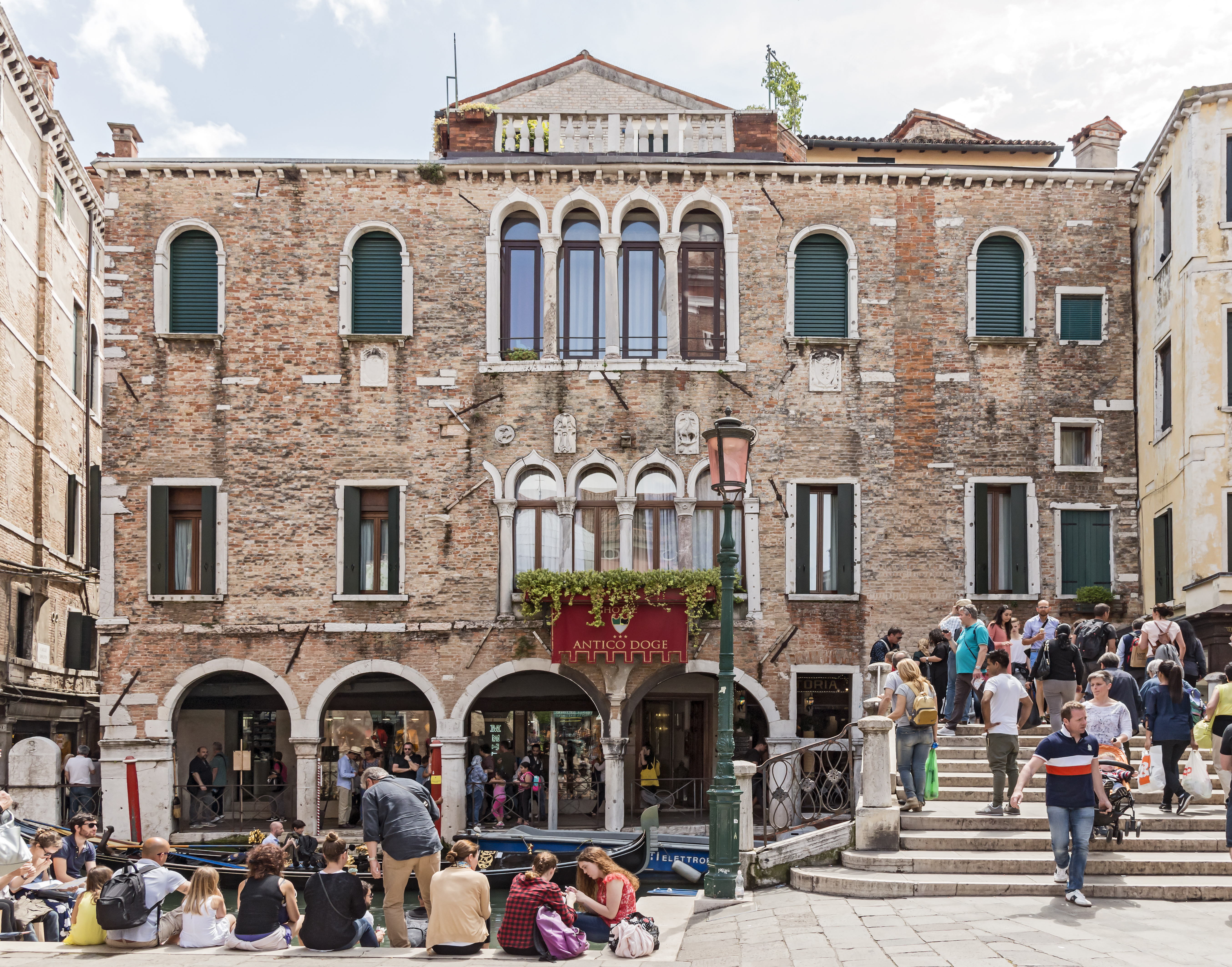
Le Palais Falier, façade sur le Rio dei Santi Apostoli

## Personnalités
- Vital Faliero de Doni (?-1095), élu 32e doge en 1084 ;
- Ordelafo Faliero (1070-1117), élu 34e doge en 1102 ;
- Bonifacio Falier (?-1133), évêque de Castello en 1120 ;
- Giovanni Falier, archidiacre de la cathédrale de Castello puis évêque de Chioggia de 1157 à 1164 ;
- Benedetto Falier, primicier de la Basilique Saint-Marc en 1180 puis patriarche de Grado de 1201 à 1207 ;
- Leonardo Falier, patriarche latin de Constantinople de 1302 vers 1305 ;
- Marino Faliero (1274-1355), élu 55e doge en 1354 ;
- Nicolò Falier fut le premier 5e procurateur de Saint-Marc en 1319 ;
- Francesco Falier, évêque de Castello en 1390 ;
- Marino Falier, (avant 1397-1474), membre d'une branche installée en Crète, poète de langue grec byzantin.
- Giambenedetto Falier (?-1821), évêque de Ceneda de 1792 à 1821.

## Pour approfondir